# Recovery Road (serie televisiva)
Recovery Road è una serie televisiva statunitense basata sull'omonimo romanzo di Blake Nelson.
In America ha debuttato il 25 gennaio 2016 su Freeform. La protagonista della storia è Maddie Graham, una teenager dipendente da alcol e droga che per evitare l'espulsione dalla scuola è costretta a iniziare un programma di disintossicazione all'interno di una struttura specializzata.
Il 13 maggio 2016 il canale televisivo Freeform ha cancellato ufficialmente la serie dopo una sola stagione di dieci episodi.

## Produzione
Il 16 dicembre 2014 ABC Family ordina la produzione di un nuovo teen drama, Recovery Road, dopo averne chiesto la realizzazione del pilot a marzo e una successiva nuova versione a settembre. Nel secondo adattamento Jessica Sula sostituisce Samantha Logan nel ruolo della protagonista Maddie Graham.
A partire da gennaio 2016, il mese d'esordio della serie, il canale via cavo ABC Family cambia nome in Freeform. Il presidente Tom Ascheim intende arricchire l'offerta del palinsesto con storie eccitanti di giovani in un momento nel quale per la prima volta vengono fatte nuove esperienze.

## Personaggi e interpreti

### Principali
- Maddie Graham, interpretata da Jessica Sula.
- Wes Stewart, interpretato da Sebastian de Souza.
- Rebecca, interpretata da Lindsay Pearce.
- Trish Collins, interpretata da Kyla Pratt.
- Vern Testaverde, interpretato da Daniel Franzese.
- Ellie Dennis, interpretata da Haley Lu Richardson.
- Charlotte Graham, interpretata da Sharon Leal.
- Cynthia McDermott, interpretata da Alexis Carra.
- Craig, interpretato da David Witts.

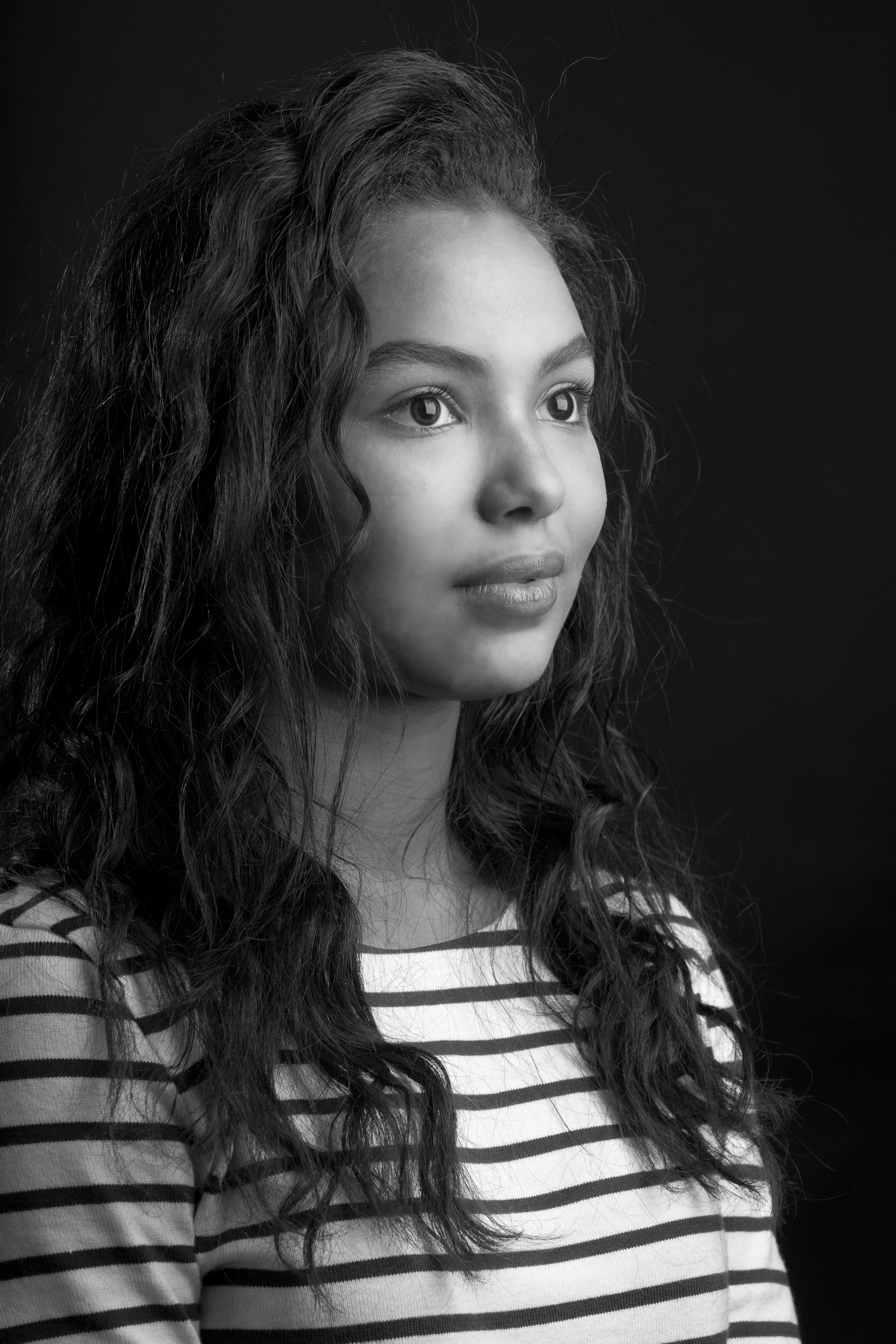
Jessica Sula nel ruolo di Maddie
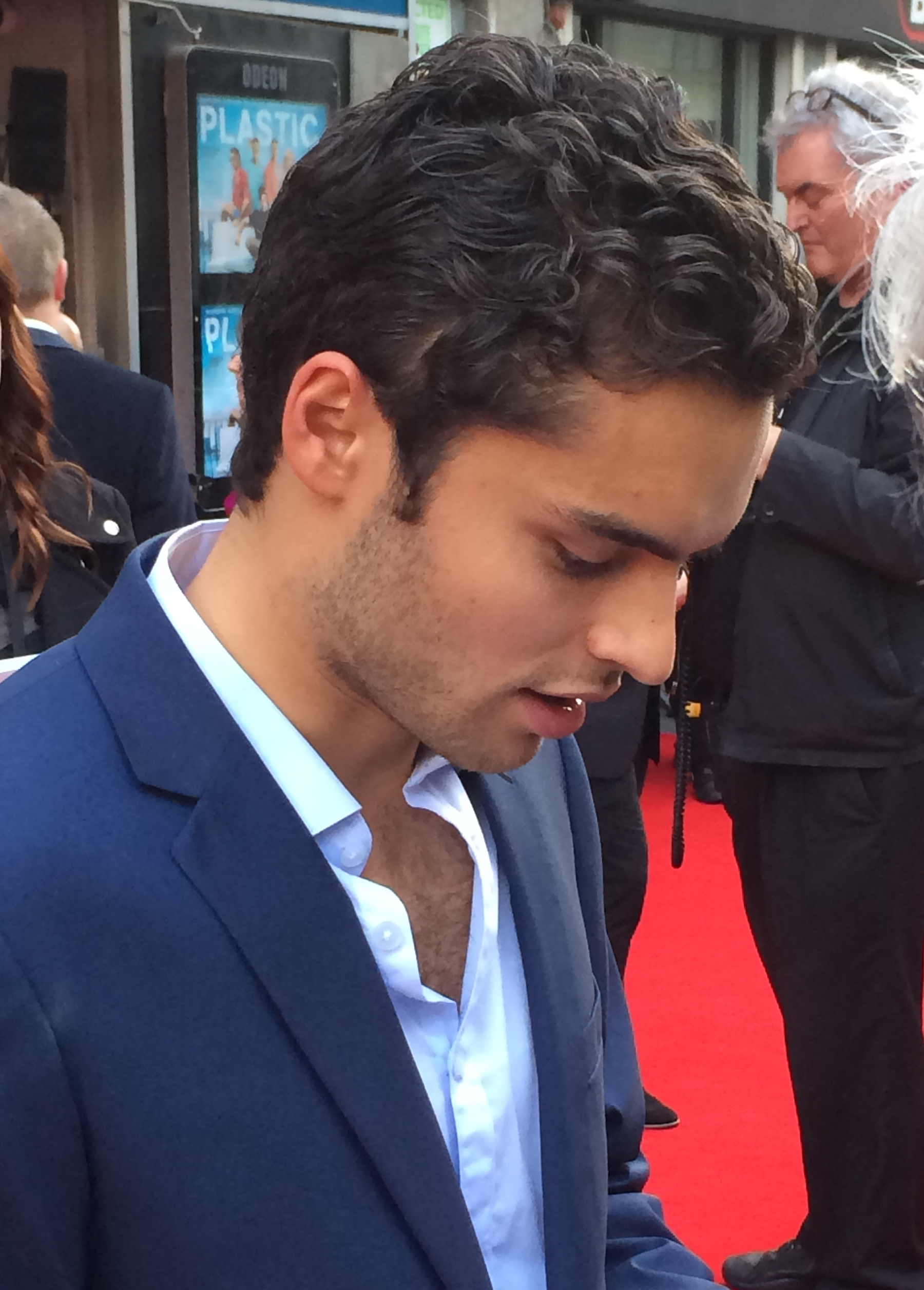
Sebastian de Souza nel ruolo di Stewart
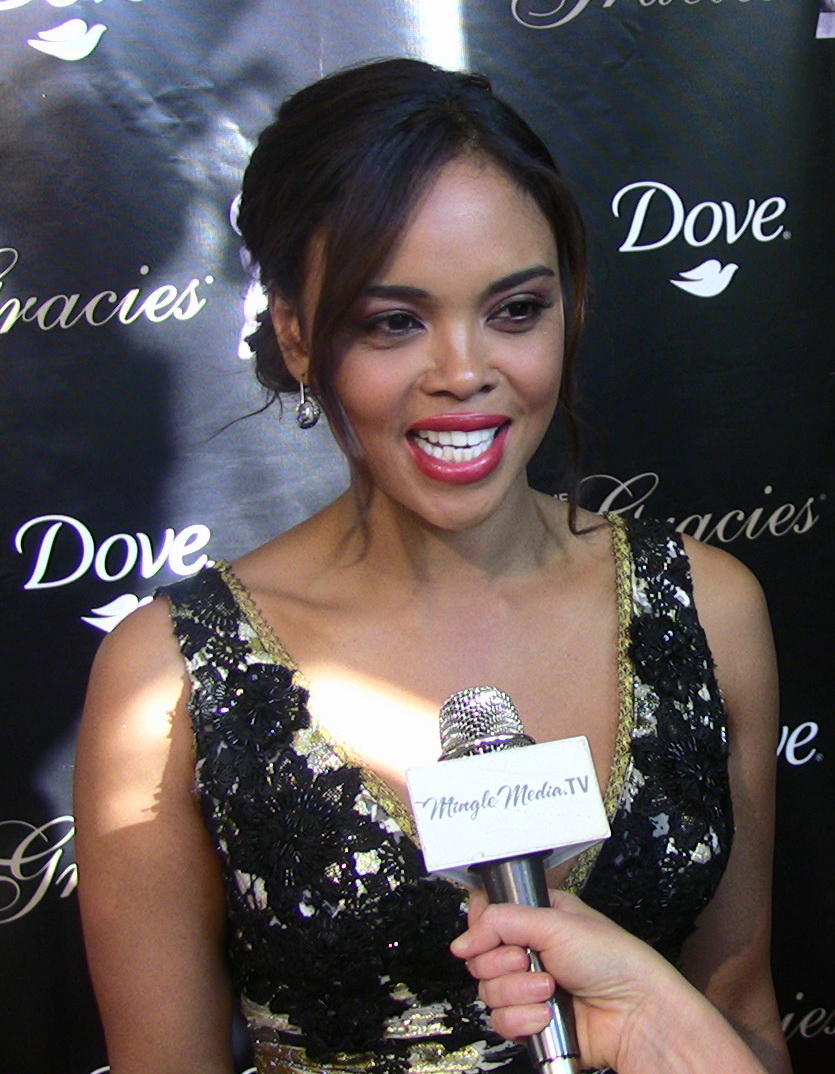
Sharon Leal nel ruolo della madre di Maddie
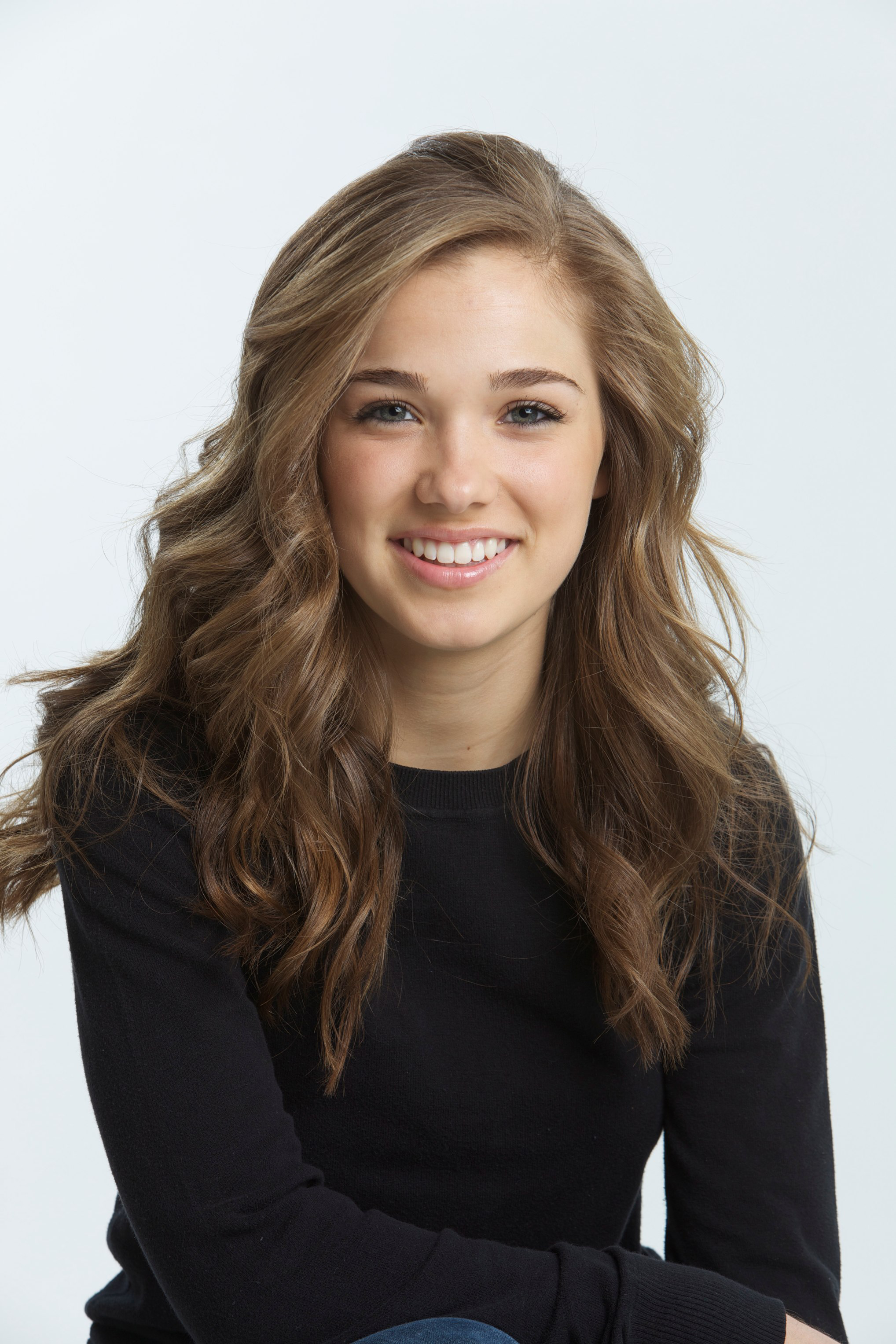
Haley Lu Richardson nel ruolo di Ellie
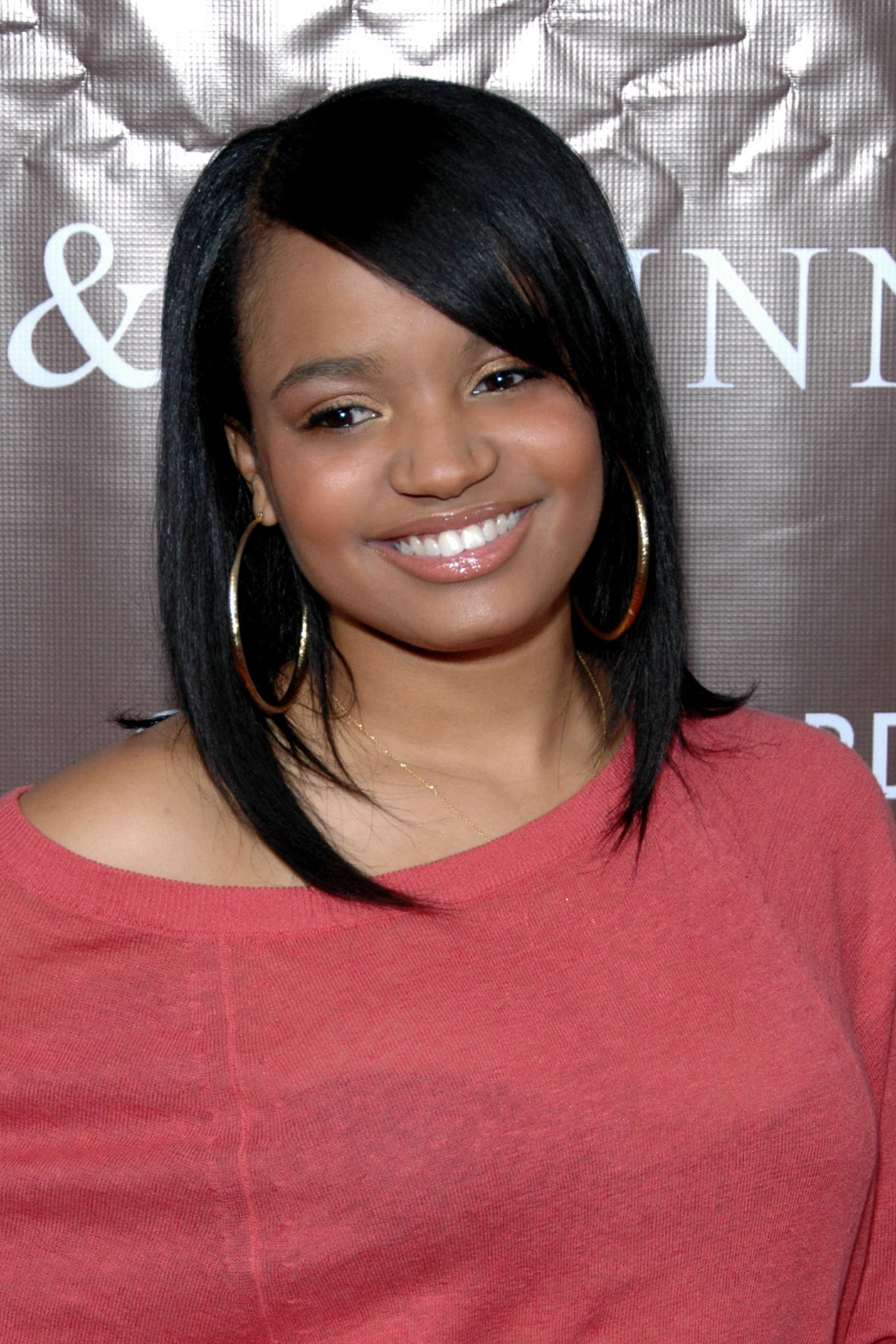
Kyla Pratt nel ruolo di Trish

### Ricorrenti
- Harper, interpretata da Aubrey Peeples.
- Margarita Jean-Baptiste, interpretata da Paula Jai Parker.
- Nyla, interpretata da Meg DeLacy.
- Asa, interpretato da Roberto Urbina.
- Laurel, interpretata da Emma Fassler
- Gina, interpretata da Laura San Giacomo.

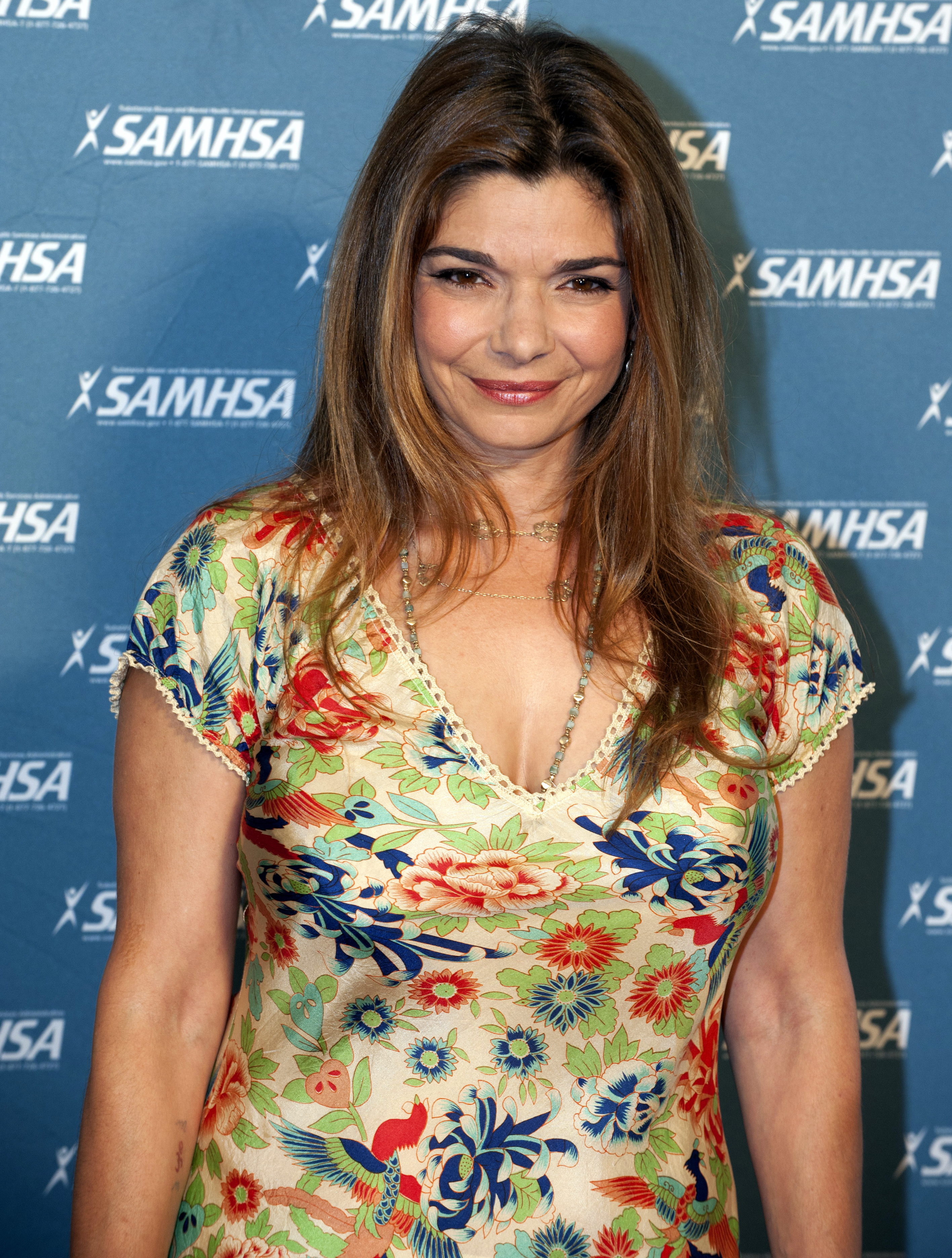
Laura San Giacomo nel ruolo di Gina

## Episodi
La prima e  unica stagione di Recovery Road è composta da dieci episodi. È andata in onda in prima serata sul canale televisivo Freeform dal 25 gennaio al 28 marzo 2016. Il 18 dicembre 2015 i primi tre episodi della serie sono stati trasmessi in anteprima streaming su WATCH ABC Family app, Hulu, e video on demand. In Italia è inedita.
| nº | Titolo originale        | Titolo italiano | Pubblicazione USA | Prima TV Italia |
| -- | ----------------------- | --------------- | ----------------- | --------------- |
| 1  | Pilot                   |                 | 25 gennaio 2016   |                 |
| 2  | The Art of the Deal     |                 | 1 febbraio 2016   |                 |
| 3  | Surrender               |                 | 8 febbraio 2016   |                 |
| 4  | Parties Without Border  |                 | 15 febbraio 2016  |                 |
| 5  | My Loose Thread         |                 | 22 febbraio 2016  |                 |
| 6  | Heaven Backwards        |                 | 29 febbraio 2016  |                 |
| 7  | Sick as Our Secrets     |                 | 7 marzo 2016      |                 |
| 8  | The Weaklings           |                 | 14 marzo 2016     |                 |
| 9  | Your Side of the Street |                 | 21 marzo 2016     |                 |
| 10 | (Be)Coming Clean        |                 | 28 marzo 2016     |                 |